# Solenura
Solenura is een geslacht van vliesvleugeligen uit de familie Pteromalidae. De wetenschappelijke naam van dit geslacht is voor het eerst geldig gepubliceerd in 1868 door Westwood.

## Soorten
Het geslacht Solenura omvat de volgende soorten:
- Solenura ania (Walker, 1846)
- Solenura feretrius (Walker, 1846)
- Solenura fuscoaenea Masi, 1943
- Solenura keralensis (Narendran, 1992)
- Solenura nigra (Walker, 1872)
- Solenura petrefactus (Brues, 1910)